# サイレントヒル3
『サイレントヒル3』(SILENT HILL 3) は、2003年7月3日にコナミ株式会社（後のコナミデジタルエンタテインメント）から発売された家庭用ゲームソフト。ホラーゲーム「サイレントヒルシリーズ」の第3作目に当たる。

## ゲーム概要
シリーズ第3作。第1作『サイレントヒル』（以下、『1』）とストーリーが密接に繋がっており、方向性においても恐怖と異常性を追求した同一のものとなっている。主人公は10代の少女であり、シリーズ初の女性主人公となる。
アクション面は今までのシリーズとほぼ変わらないが、走ったり攻撃を行う事でスタミナを消費するというシステムが追加されている。スタミナが低下すると移動、攻撃速度が低下するため、戦闘時の行動に今まで以上の慎重さが求められるようになった。また、敵がダウンした際に使用できる踏み付け攻撃が、前作までは即死攻撃だったが、今作ではそうではなくなった。
今作では穴や高い段差に向かって歩くと、着地できる高さならそのまま飛び降り、そうでないなら主人公が足を踏み外しかけてバランスを取ろうとする。その際に何も操作をしなければそのまま踏み留まるが、スティックを倒すなどで操作を続けてしまうと落下してゲームオーバーとなる（アクションレベルが低い場合は落ちることは無い）。また、ステージ中には即ゲームオーバーとなるトラップが登場しており、立ち入ってはいけない場所に進んだり、トラップを解除せず進むと即死してしまうポイントが随所にある。
ビジュアル面が更に強化されており、キャラクターのモーションや表情変化もよりリアルなものとなり、裏世界のビジュアルもおぞましさを増している。ムービーシーンもプリレンダリングではなく、全てリアルタイムムービーで進行する。
『1』や『サイレントヒル2』（以下、『2』）とは異なり、ゲームの前半は主人公が住んでいる町（所在や名前は不明）が舞台となり、ショッピングモール、地下鉄、下水道、雑居ビルなどのステージを攻略していき、ヘザーの自宅を目指す。後半はサイレントヒルが舞台であり、『2』に登場した「サウスヴェイル地区」にある「ブルックヘイヴン病院」や、『1』に登場したレイクサイド・アミューズメントパークを攻略していく。最終ステージは教団が所有する教会で、そこには『1』に登場した部屋も複数ある。
2012年に公開された映画『サイレントヒル: リベレーション3D』は本作を原作としており、ストーリーや登場人物など共通する部分が多い。

## ストーリー
ショッピングモールに買い物に訪れていた少女ヘザーは、休日のざわめきの中ハンバーガーショップでうたた寝をする。異様な遊園地で怪物に殺されるという悪夢から目を覚ました彼女は、父への電話中に見知らぬ初老の探偵ダグラスに声をかけられる。相手にせずその場を立ち去ろうとするが、しつこく食い下がるのでトイレの窓から逃走し、元の場所に戻るとそこに人気はなく異様な雰囲気に包まれていた。ヘザーはその中のとあるブティックへと入り込むが、そこで悪夢に出てきた怪物と遭遇し、落ちていた銃で必死に撃退する。しかしそれは始まりに過ぎず、ヘザーは変貌した世界で怪物と戦いながら出口を求めて彷徨う羽目に。やがてクローディアと名乗る謎の女が現れ、意味深な言葉を投げかける。何かを思い出させようとするクローディアだが、ヘザーは何が起こっているのか想像もし得ない。
「私に何を思い出せというの？」
ダグラスと再会したり怪しい青年ヴィンセントと出会うなどで探索を進めるヘザー。幾多の困難を乗り越えてなんとか自宅に帰り着いたものの、父ハリーはクローディアの差し向けた怪物に殺されていた。怒りのまま怪物を倒したヘザーは復讐を誓い、偽の依頼でクローディアに利用されていたと知ったダグラスもヘザーに協力する。同時にヘザーは父の残したスケッチブックから真実を知る。17年前、サイレントヒルで繰り広げられた戦い。神を受胎した少女アレッサとその半身であるシェリル。自分がその二人の生まれ変わりである事実。そして父が自分を本当の娘のように愛してくれたこと。クローディアを追ってサイレントヒルに向かう途中、ヘザーは悲しげにそれらをダグラスに語る。
サイレントヒルでもやはりおぞましい異世界が侵蝕してはヘザーを取り込んでいく。遊園地ではダグラスがクローディアと対峙するも返り討ちに遭って負傷してしまう。ヘザーはダグラスを残し、クローディアの待つ教会に乗り込む。その過程でヘザーはアレッサとシェリルの記憶を取り戻していた。クローディアはアレッサの妹的存在であったが、かつての黒幕ダリアの妄執に取り憑かれてその後継者となり、ヘザーの胎内に未だ宿る神を再び誕生させるべく行動していたのだ。神は父を殺されたヘザーの憎悪を糧に成長を遂げ、いよいよ誕生が迫るも、ヘザーは父が遺した薬品「アグラオフォティス」を飲み込んで胎内の神を吐き出した。取り乱したクローディアは自ら神を取り込み、代わりの母胎なる。そうして無理に生み落とされた神も不完全で歪な怪物でしかなかった。ヘザーは神を殺して復讐を果たすが、やはり悲しみは癒えなかった。その後の結末はエンディングを参照。

## 登場人物

### 主要登場人物
担当声優は原作 / HDエディションの順
ヘザー（Heather）
声 - ヘザー・モリス / アマンダ・ウィン＝リー
本作の主人公。17歳。どこにでもいるような少女だが、高校生ではなくフリーター。養父であるハリーを慕っている。
やや短気で口が悪いが根は優しい。また、異常な事態に対して怯えながらも立ち向かう気の強さも持っている。
かつては荒れていた時期もあったようで、未成年にもかかわらず「タバコは止めた」とコメントする場面もある。
「デイジー・ヴィラ・アパート」の102号室にハリーと二人で暮らしており、休日の買い物に訪れたショッピングモールで、不意に悪夢のような世界に足を踏み入れることになる。
その正体は17年前の『1』の事件で再び一つの存在となったアレッサとシェリルが、死ぬ間際にハリーに託した自らの生まれ変わりである。後にハリーによって再び「シェリル（Cheryl ）」と名付けられたが、教団の目を欺くため、家の外では偽名である「ヘザー」を名乗らされており、ハリーに元のシェリルと同じく養子として育てられていた。金髪は染めているだけで、本当はアレッサやシェリル同様に黒髪。
物語の中盤、ようやく自宅にたどり着くも、その直前にハリーはクローディアの傀儡「ミショナリー」に暗殺されており、復讐を決意する。ダグラスと共にクローディアを追ってサイレントヒルを訪れ、そこで徐々にアレッサやシェリルの記憶を思い出していく。
ちなみに一部の地域での販売に合わせた変更点として、「モリス」というファミリーネームが記載されている。実際には「ヘザー・モリス」という名は、主人公ヘザーの声とモーションを担当した女優の名前であり、本作の日本版には「モリス」というファミリーネームは記載されておらず、後年には父と同じファミリーネームを持つ「ヘザー・メイソン」と記載されている。
前作、前々作では物寂しい雰囲気の物語に合わせ、またユーザーの感情移入のしやすさを重視して30才前後の男性を主人公にしていたが、今作では従来と異なる方向性を目指して女性主人公となった。当初は老年や中年の女性も考案されたが、敵との戦闘などの事情を考慮して現在のヘザーが生まれた。旧作とは違う、攻撃的・積極的な主人公を描きたい思いから、「悪態とか冗談とかがすぐ口に出て、それが似合わなさそうで似あうようなキャラ」として作られている。髪が短いのは彼女の性格と、長い髪だと動かすのにハードの処理能力を余分に使うため。
『Dead by Daylight』には本名で登場。本作の事件の後は父の死への罪悪感から悪夢に悩まされ、それを和らげるべく、困窮した若者のための危機介入センターでボランティア活動を始めた。3ヶ月の訓練を経て監督役がいなくても緊急電話に答えられるようになったものの、最初に出た電話からクローディアらしき人物からの声が響き、そのまま「エンティティ」の作り出した世界に取り込まれとされる。本作同様のデザインの他、プリンセスハートのコスチュームや、前世であるアレッサ、事件後の彼女をイメージした「再出発」「前進」というスキンも用意されている。
ダグラス・カートランド（Douglas Cartland）
声 - リチャード・グロス / カーク・ソーントン
50代の初老の冴えない男性で職業は私立探偵（なお探偵は副業であり、別の本業があるという）。本作における数少ないヘザーの味方。
クローディアの依頼でヘザーの周囲を調査し、二人を引き合わせようとしていたが、彼自身も悪夢の世界に巻き込まれてしまった。
ハリーが殺害された後、教団に協力してしまった罪悪感や、責任感からヘザーの復讐に協力する。物語の終盤、遊園地でクローディアと対峙するが、足の骨を折られて動けなくなり、ヘザーの帰りを待つことになる。
最後はヘザーと共にサイレントヒルから生還した。
『ホームカミング』劇中で入手できる新聞記事によれば、本作の事件解決後、教団の実態を世間に明るみにしたとされる。
クローディア・ウルフ（Claudia Wolf）
声 - ドナ・バーク / ローラ・ベイリー
黒いローブを身に纏った謎の女性。29歳。
異質な世界へと変貌したショッピングモールの中で、ヘザーが出会うことになる。その後も度々ヘザーの前に現れ、含みのある言葉を残していく。
その正体は「教団」の「聖女派」に属する司祭で、『1』に登場したダリア・ギレスピーの後継者で、憎悪と苦痛に満ちたヘザーの心を利用して「神」を誕生させ、地上に楽園を齎そうとしている。
自身の目的の為には手段を選ばず、ハリーの命を奪ったことを機にヘザーの敵対者となる。ハリーを殺したのは、17年前に自身の全てを奪ったことへの復讐と、神の成長を促すべくヘザーに憎悪を植え付けるため。
幼い頃は父親であるレナードから日常的な虐待を受けており、自身と同じ様に親から虐待を受けていたアレッサを姉のように慕っていた。かつて彼女や自らが望んだ「飢え、病気、老い、欲望、競争もない」楽園を実現しようとしており、その思想はダリアの洗脳と長年の妄執によって歪みきっているが、その根底にあるのは苦しんでいる人々を救いたいという善意である。
ヴィンセント曰く｢いかれたばあさん（ダリア・ギレスピー）の妄執に取り憑かれた女｣。
最終局面では自身の所業を「わがまま」「私の罪」としながらも神の誕生を前に歓喜するが、ヘザーには「黙れクソババア」と罵られ、その神もハリーが遺したアグラオフォティスの力で吐き出される。その様に取り乱すと堕ちた神を喰らい、ヘザーの代わりに自らが神の母胎「聖女」となって神を出産し、死亡。後には黒衣のみが残っていた。
ヴィンセント・スミス（Vincent Smith）
声 - クリフォード・リペル / ユーリ・ローエンタール
20代後半の青年。他人を見下し、小馬鹿にするような性格。
実は彼も「教団」に属する司祭（派閥は不明）だが、彼自身は現世における実利を求めており、楽園を実現しようとするクローディアの派閥とは対立していた。
異界と化した雑居ビルでヘザーと出会い、それからヘザーに様々なアドバイスをして復讐の協力をするが、実はヘザーを言葉巧みに操り、クローディアと共倒れになることを目論んでいた。
ヘザーや「メトラトンの印章」を利用して神を滅ぼそうとしたが、最終局面にてクローディアに背中を刺されて致命傷を負い、更に印章を「ガラクタ」と一蹴され、トドメを刺された。
スタンレー・コールマン（Stanley Coleman）
レナードと同じく精神病患者でブルックヘイブン病院のS07号室に収容されている男性。年齢不詳。
診断書によると１人の女性に対して異常な執着を見せる傾向にあるらしく、過去に暴行事件も起こしている。
ヘザーの行く先々に彼女への狂信的で一方的な愛を記した日記と、彼女への贈り物である赤い服の人形を残している。だがヘザーと遭遇する前にレナードによって殺害され、裏世界へと変貌した病院の地下で死体が登場する（スタンレーは7番のストレッチャーに乗せられた死体である）。そのため容貌は最後まで不明。
レナード・ウルフ（Leonard Wolf）
声 - マット・ラガン
ブルックヘイヴン病院のS12号室に収容されている、分裂症を患っているクローディアの父親。年齢不詳。
普段は穏やかで正義感が強い性格だが、選民思想の持ち主である模様。
彼もまた教団の信者だが、「神の力で楽園を築く人間は選ばれるべき」という思想を持ち、全人類に救いをもたらそうとするクローディアに強い敵愾心を抱いている。また、「メトラトンの印章」が刻まれたタリスマンを守ろうとしている。
病院内にある電話機でヘザーに助けを求め、裏世界への入口を教える。そして病院の異空間で遂にヘザーと合流するが、彼女が教団の信者ではないことを知ると「印章」を奪いに来たと勘違いして激怒し、異形のクリーチャーと化した姿を現す。最後はヘザーとの闘いの末に死亡し、タリスマンを奪われた。
レナード(クリーチャー)
病院裏世界の下水道に潜むクローディアの父親レナードが異形と化した姿。
大きめの人型クリーチャーで、先端が棘となった長い腕を振り回して攻撃してくる他、水中を素早く自在に泳ぎまわる。
ハリー・メイソン（Harold（Harry）Mason）
『1』の主人公。49歳。ヘザーの義理の父親であるが、二人の絆は実の親子のように深い。
『1』の事件の後、教団から身を隠すためにヘザーと共にポートランドへ移住したが、追跡してきた教団信者を正当防衛ではあるが殺害してしまい、再び引っ越した。
物語の中盤、ヘザーが自宅に辿り着く前にクローディアの傀儡である怪物「ミショナリー」によって暗殺されてしまう。
ヘザーの出生について書かれた手記を携帯していたらしく、彼の死後にヘザーの手に渡った。ヘザーはこの手記から記憶を本格的に思い出していく他、『1』をプレイしたことがないプレイヤーに対する解説の役割も果たす。また、遊園地や教会では、『1』のセーブポイントであるメモスタンドに彼が書き遺したメモを実際に読むことができるほか、彼の葛藤や苦悩が記された日記も読める。また、雑居ビルでは前々作における彼のとある台詞を聞ける。
最終局面では、彼のとある遺品が神を倒す決め手となり、死後も娘を守り続けた。
UFOエンディングでは死亡しておらず健常な姿で登場するが、ボイスチェンジャーで加工したような声となっている。
シェリル・メイソン（Cheryl Mason）
アレッサと同じくヘザーの前世である少女。ハリーの養女。
前々作においてアレッサと融合し、アレッサと運命を共にした。今作ではショッピングモールで記憶として登場する。
リサ・ガーランド（Lisa Garland）
前々作『サイレントヒル』の登場人物。アレッサの看護を任されていた看護婦。享年23歳。
既に故人だが、ヘザーの回想に登場する他、病院の裏世界にも現れる。また、クリーチャーであるナースは、彼女のイメージから生まれた存在である。
アレッサ・ギレスピー（Alessa Gillespie）
ヘザーの前世であり、母親であり、姉である少女。『1』の終盤、母ダリアの儀式により不完全な神へと変貌してしまうが、ハリーによって倒され、自らの転生である赤子（後のヘザー）をハリーに託して死亡した。享年14歳。『1』『ゼロ』のキーパーソン。
2歳年下のクローディアとは幼馴染みの仲であり、彼女からは姉の様に慕われていた。本作では記憶や妄執として度々登場する他、妄執が具現化したクリーチャー「メモリーオブアレッサ」としてヘザーと対峙する。
また、ヘザーは物語の進行と共に彼女の記憶を思い出していき、終盤ではヘザーが「アレッサとして」クローディアと会話する場面もある。
アレッサが小学生だった当時の担任のK・ゴードンの日記によると、家庭では母から虐待を、小学校ではクラスメイトからのいじめを受けていたらしい。
メモリーオブアレッサ（Memory of Alessa）
遊園地のメリーゴーラウンドで出現するヘザーに酷似したクリーチャー。服装はヘザーと同じだが、髪の色はアレッサと同様に黒である。
最初はナイフを持って現れるが、倒されるたびに復活し、ハンドガン、鉄パイプ、サブマシンガンと武器を持ち替えて連戦を挑んでくる強敵。
その実体は17年前に分離していたアレッサのもう一つの心と、その場所にこびりついた「アレッサの妄執」から生まれたクリーチャーである。「ヘザーに自分と同じ苦しみを味わわせたくない」という優しい感情を持つが故にヘザーを殺害し、運命から解き放とうとしている。
ヴァルティエル（Valtiel）
物語に度々出現する怪人。その正体は「神」が宿る「聖女」を監視する役目を持つ天使であり、処刑人である。
白い貫頭衣、ブーツ、手袋等、前作に登場した三角頭と似た服装をしている。目は無く、側頭部に口があり、黄色い皮で頭部全体が覆われている。
作中では裏世界の外側でハンドルを回し続けるだけで敵としてヘザーと戦闘することはない。ハンドルを回すのは輪廻転生を表しており、ヘザー自身の運命を暗示している。
ヘザーがクリーチャーとの戦闘で敗北すると時折ゲームオーバー画面に現れ、神の母胎たるヘザーを蘇生（＝コンティニュー）させるべく、力尽きて床に倒れた彼女の両足を掴んで引き摺っていく。
ショッピングモールで初登場して以降、度々ヘザーの前に姿を見せ、物語が終盤に近付くにつれて登場する頻度が高くなってゆく。物語の最終局面でクローディアが強引に「聖女」となった直後、神の出産を手助けし、それが最後の登場となった。
『2』の三角頭や『サイレントヒル』や本作に登場した教団の白い司祭服のモチーフとなったクリーチャーであり、服装に類似点が見られるのはそのためである。また『2』における赤い三角頭と同様に、他のクリーチャーを処刑する場面もある。
ちなみに、『サイレントヒル4 ザ・ルーム』（以下、『4』）では、ウォルターの潜在意識に侵入し、彼を操った。

### 名前のみ登場・その他の人物
ダリア・ギレスピー（Dahlia Gillespie）
前々作の終盤に早産した不完全な神の攻撃を受けて死亡した、アレッサの実母。
クローディアに歪んだ思想を植え付けた張本人であるため、本作の間接的な全ての元凶となっている。
本作ではハリーのメモやヴィンセントの言動に何度も名前が登場する。
ジョセフ・シュライバー（Joseph Schreiber）
名前のみ登場するフリー・ジャーナリスト。
本作では彼の書いた記事を見ることが出来る。また、次作の『4』に登場するキーパーソンでもある。
ゴードン（K. Gordon）
『1』に名前のみ登場した、ミドウィッチ小学校の教師でアレッサのクラスの担任。
本作では彼が担任を務めたと思われる教室、彼が書いた文書が登場する。
ロジャー・ウィドマーク（Roger Widmark）
サイレントヒルの観光雑誌の編集者。
『2』でも彼が書いた記事を見ることができる。
聖ジェニファー（St. Jennifer）
教団が管理する教会にある絵画に描かれた聖人とされる女性。
実は『2』にも彼女の像が登場している。
ジェイムス・サンダーランド（James Sunderland）
『2』の主人公。UFOエンディングにのみ登場する。
何故かメイソン家の様子を外から伺っているが、激怒したハリーが板を蹴り割った際にはその板を持たされている。

## クリーチャー
クローサー（Closer）
大きな体躯を持つ人型クリーチャー。名前は「近づく者」の意。『2』で登場したマンダリンが地上に上がった姿とされる。
攻撃方法は異様に長い両腕によるパンチであり、スタミナが少ない状態のヘザーが受けると転倒する。左腕には刃が仕込まれており、転倒したヘザーに対して突き刺すように使用される。動作は鈍いが刃の威力は非常に高く、防御力も高い。そのうえ、教会に出現するものに至っては体力回復能力まで有している。
ヘザーが最初に遭遇する敵だが、ゲームが進行するにつれて強力な個体が現れるようになっていく。
ダブルヘッド（Double Head）
名前は「二つの頭」。頭が縦に左右に割れており全身に包帯を巻いた犬型クリーチャー。
獰猛で非常に素早い動きで移動し噛み付いて攻撃してくるほか、遠吠えで辺りにいる仲間を呼ぶことがある。肉が好物なので、ビーフジャーキーで陽動が可能である。
ペンデュラム（Pendulum）
首と両腕が無い人間の上半身のような形をしたクリーチャー。名前は「振り子」の意。
首のあるべき部分からは刃を生やし、肩からは剣のような長い爪を生やしている。金切り音を出し、身体を回転させながら空中を浮遊する。
体力が高いことに加え空中に浮いているため攻撃が当たりにくく、さらに攻撃に対して高速で突進して反撃する性質があるという、非常に厄介なクリーチャー。
ナムボディ（Numb Body）
まれに大型の個体も存在する、死肉のような皮膚をした胴体と足だけのクリーチャー。名前は「麻痺した身体」の意。
常に不気味な鳴き声を発しており、ひょこひょこ歩きだが不快な足音をしている。
攻撃方法は体当たり。ある程度の知能が備わっていると思われ、攻撃をバックステップで避けることがある。クリーチャーの中では弱い部類に入るが、集団で行動することが多いため危険な場合もある。
ガンシューティングゲーム『サイレントヒル アーケード』では、顔と思しき部分の穴から体液を発射する能力を持つが、その穴が弱点にもなっている。
インセインキャンサー（Insane Cancer）
肥満体を肉塊にしたような醜悪な姿の人型クリーチャー。名前は「狂気の癌」の意。
普段は地面にうずくまっているが、ヘザーと隣接したり、攻撃を受けると襲い掛かってくる。ある程度歩き回ると疲弊したのか地面に腰を降ろし、そのまま寝てしまう。外見とは裏腹に攻撃、移動速度は早い。体力が極めて高いうえにダメージを回復する特性を持つが、電流に弱いらしく、スタンガンで攻撃すれば通常の5〜6倍のダメージを与える事が出来る。
スラーパー（Slurper）
床を這いずり回るクリーチャー。腕は肥大化し、革の袋で覆われている。名前は「ズルズルと啜る者」の意。
物音に敏感に反応する性質を持ち、集団で出現することが多いため、銃器で戦う場合は囲まれやすく袋叩きにされることもある。また、常に床を這っているので攻撃がヒットしにくい。攻撃も早く、死んだふりをすることもある。
但し、ダブルヘッドと同様に肉に対して強い執着を持つため、ビーフジャーキーで陽動・足止めすることが可能である。
ナース（Nurse）
『1』に登場したリサに対するイメージから生まれた存在でサイレントヒルの病院で登場する人型クリーチャー。黒髪・ボブカットの美女だが目を瞑りうなだれたままのぎこちない動きで病院を徘徊している。
シリーズ恒例のナース型クリーチャーであるが、前作のバブルヘッドナースと同じく鉄パイプを持った個体の他に、拳銃を持ったタイプも登場する。
また、他作品では異形の頭部が最大の特徴であるが、本作のナースはシリーズのナース型クリーチャーの中では最も人間らしい外見である。但し全員が同じ顔である他、口の周りには口紅なのか血なのか赤いものが広範囲についている。
攻撃速度は速く、複数体で出現することが多いので、囲まれた場合は大きなダメージを受ける。特に拳銃での攻撃はガードできず、ダメージが大きい。
スクレイパー（Scraper）
教会に出現するトンファーを装備した人型クリーチャー。名前は「擦る（引っ掻く）者」の意。
ボスクリーチャーであるミショナリーの量産型のような存在ではあるが、移動・攻撃ともに速い上に正面からの銃撃をガードする特性を持つため、通常クリーチャーの中では特に手ごわい存在と言える。
ミショナリーに酷似している事から、ハリーの死のイメージから生まれたと思われる。

### 特殊なクリーチャー
ヴァルティエル（Valtiel）
上記を参照。
ウサギのロビー（Robbie the Rabbit）
レイクサイドアミューズメントパークのマスコットキャラクター。ピンク色のデフォルメされたウサギで、口の回りが血に塗れている。
敵として登場することはなくオブジェクトではあるが、遊園地内の至るところに着ぐるみが転がっている。
『4』や『ホームカミング』、『ブックオブメモリーズ』、『リベレーションズ3D』では人形として登場する他、『4』の公式サイトの案内人を務める。また、『アーケード』では遂にクリーチャーとして登場する。
水中の怪物 (Sewer Monster )
地下道のプールに登場するクリーチャー。正式名称は不明だが、作中では「水中の怪物」と呼ばれている。全身は見えず、触手のようなものだけが登場する。
何もせずにプール中央の橋を渡ろうとすると出現し、ヘザーの片足に絡みついて、彼女を水中に引きずり込み、強制的にゲームオーバーになる。ムービー中のイベントとして登場するため、反撃も回避も不可能だが、あるアイテムを使う事で撃退できる。
通常の方法では倒せないという特徴やその外見は、前々作に登場したクリーチャー、ブラッドサッカーに似ている。
グラトン（Glutton）
裏世界の雑居ビルで登場する二つの口を持つクリーチャー。絵本に登場する怪物が、裏世界の力を受けて実体化したもの。名前は「飽食家」の意。
絵本の中では人間を捕食する怪物として描写されているが、実際には攻撃を仕掛けてくることは無く、通路を塞ぐ障害物のような存在である。あらゆる攻撃が通用しないが、絵本に書かれた呪文「トゥ・フィ・エゴ・エリス」を唱えることで消滅させられる。

### ボス
スプリットワーム（Split Worm）
ショッピングモールの地下で待ち受ける、硬い皮膚に覆われた巨大なワーム型のクリーチャー。名前は「（縦に）裂ける蚯蚓」の意。
頭部が縦に裂け、中には人のような口がある。外皮が非常に硬いため、口部以外への攻撃は一切受け付けない。
威力の高い噛み付きで攻撃してくるほか、身体を床に打ち付けて振動を発生させ、ヘザーを行動不能にすることもできる。また、難易度HARDでは振動で怯んだヘザーに特殊な噛み付き攻撃を繰り出し、即死させてしまう。
『1』に登場したスプリットヘッドに似ているが同一の存在なのか似た怪物なのかは不明。
ミショナリー（Missionary）
貫頭衣を着て頭に袋を被っている怪人。名前は「宣教師」の意。顔が膨張し奇妙に痙攣している。
音と光に敏感であり、銃撃を両手に持つ伸縮自在の刃付きトンファーで防御する等、常人の身体能力をはるかに凌駕した能力を持つ。
その呼び名から、クローディアの力によって変貌した教団の宣教師であったと推測できるが、詳細は不明。
クローディアの傀儡であり、彼女の命令でハリーを暗殺したが、アパートの屋上でヘザーと対峙し、戦闘の末に死亡した。
レナード（Leonard）
上記を参照。
メモリーオブアレッサ（Memory of Alessa）
上記を参照。
ゴッド／神（The God）
クローディアによって無理やり生み出された神であり本作の最終ボス。
前々作の最終ボスであるインキュバスと外見が似ているが、身体は大きいものの痩せこけた姿をしており、下半身は未熟なままである。クローディアが抱く神のイメージであるアレッサのイメージを反映している為に似た顔立ちをしており、火災でその身を焼かれた経緯の反映で炎を操る能力を持つ。
部屋中を火の海にして攻撃するほか、近づくと巨大な両腕を振り回して反撃してくる。
強引に復活させられたに過ぎず弱体化しており、最期はヘザーの武器攻撃で倒され、顔を乱暴に蹴り付けられた。しかしエンディングによってはヘザーに憑依して復活を遂げる。

## 武器
各武器には攻撃力と衝撃力というパラメーターがあり、一定の衝撃力を与えると敵がダウンする。また、打撃武器はボタンの押し方によって攻撃モーションが変化し、攻撃性能も変化する。
ハンドガン
物語開始直後のイベントで入手できる一般的な拳銃。威力は低いが弾薬の入手数は多い。移動しながら攻撃することも可能である。
ショットガン
地下鉄内で入手できる狩猟用の散弾銃。威力は高いが弾薬の入手数は少ない。複数の鉛玉が拡散するため、相手との距離が近いほど威力が上がり、逆に距離が離れると複数の敵に命中するという特徴がある。
サブマシンガン
サイレントヒルの病院で入手できる短機関銃。1発分の威力は低く、弾薬の入手数も極めて少ない。その代わり毎秒15発のフルオート連射が可能であり、連続して命中させれば敵を無抵抗のまま葬ることが可能。
スタンガン
ヘザーの自室から入手できる護身用武器。威力はやや高く、バッテリー（弾薬）の入手数は極めて少ない。武器の性質上リーチが非常に短く、敵と接触していないと攻撃をヒットさせることはできない。ただし、敵によって威力は異なり、ナースやインセインキャンサーのような人型クリーチャーに対しては大きなダメージを与えることができる。また、衝撃力が高いので大抵の敵を一撃でダウンさせることが可能。ナイフと共にハリーに持たされていたらしいが、かさばるからと普段は持ち歩いていなかった。
ナイフ
ヘザーが最初から所有している護身用武器。威力は非常に低く、リーチも極めて短い。移動しながら攻撃することも可能である。しかし、相手にかなり接近する必要があり、倒すのにも時間がかかるため、実用性は皆無である。
鉄パイプ
ショッピングモールで入手できるシリーズ恒例の武器。威力は中程度でリーチは長い。移動しながら攻撃することも可能である。ナムボディ等の動きが遅く、打撃攻撃しか行わないクリーチャーであれば、アイテムを消費せずノーダメージで敵を倒せるのが長所である。ハンドガンより攻撃力は高い。
モール
下水道の一室で入手できる武器であり、いわゆるモーニングスター。リーチは長いが、攻撃モーションが極端に遅いという致命的な弱点を持つ。命中部位によって攻撃性能が変化するという特徴を持ち、先端の鉄球部分のダメージは大きいが、柄の部分の攻撃力は鉄パイプより劣る。鉄球と柄の部分を同時に当てると高い威力を発揮し、大抵の敵を一撃でダウンさせることが可能。
日本刀
雑居ビルの美術商らしき画廊の物置で入手できる刃渡り60センチの切れ味の鋭い脇差。威力が高く、リーチも長い上に攻撃時の隙も少ない為、打撃武器の中では最も実用性が高い。
ビームセーバー
隠し武器の一つで、クリア時のプレイング評価で敵の打撃殺害数が射撃殺害数を上回ると出現する。刃がレーザーになっている剣であり、ショッピングモールの廊下で入手できる。威力が非常に高くリーチはやや長い。ハードモードでは障害物にぶつかっても跳ね返りモーションが発生しないという長所もある。ただし、武器の性質上ビームの刃を形成するのに一瞬時間を要するので、構えから攻撃するまでに時間がかかる欠点を持つ。敵から攻撃を受けると刃が消えてしまうので、集団戦には不向きという一面もある。
本武器の元ネタはライトセーバーではなく『宇宙刑事ギャバン』のレーザーブレードであり、ビーム刃形成時の構えはそれに準じたものになっている。
火炎放射器
隠し武器の一つで、クリア時のプレイング評価で敵の射撃殺害数が打撃殺害数を上回ると出現する。無限に炎を放射する武器であり、ショッピングモールで入手できる。威力は低くリーチはやや短い。攻撃が複数回ヒットするという特徴がある。
また、さらに条件を満たすとリーチを伸ばす事ができる。
無限サブマシンガン
隠し武器であり、ラスボスを打撃武器で倒すと出現する。弾薬を必要としないサブマシンガンであり、ショッピングモールの裏路地で入手できる。威力や連射性能は通常のサブマシンガンと同様だが、残弾数を気にせず無制限に連射する事が出来る為、非常に強力な武器である。
ヘザービーム
隠し武器の一つで、初プレイ時から計算してクリーチャーを倒した数が333体を超えると次回の周から使用可能になる。武器を装備していない状態で攻撃ボタンを押すと、ヘザー自身の眼から発射される光線であり、レーザーのように直線上に発射する種類と、相手を追跡するホーミングビームの2種類のビームがある。弾薬などは消費しない代わりにスタミナを消耗するため、連続して使用すると息切れ状態になり、最終的にはビームが発射できなくなる。また、鏡のある部屋では使用できない。
セクシービーム
隠し武器の一つで、ヘザービーム使用可能条件を満たし、武器を装備しない状態でコスチューム「プリンセスハート」を装備すると使用可能。
ヘザービームの強化版であり、攻撃力が高くなったほか、ホーミング弾は一度に8発発射されるようになる。
金のパイプ
隠し武器の一つで、2周目以降に出現。
金色に輝くパイプであり、下水道の一室で入手できる。鉄パイプと性能は一緒であるため、コレクター向きのアイテムと言える。
銀のパイプ
銀色に光るパイプであり、下水道の一室で入手できる。
金のパイプと同時に入手でき、性能も同一である。

## アイテム
栄養ドリンク
シリーズ恒例の消費アイテム。体力を25%回復するうえ、本作からはスタミナを回復するという効果も追加された。
救急キット
体力を50%回復するが、代わりにスタミナは一切回復しない。
アンプル
体力、スタミナを全て回復する上に、使用後3分間はスタミナを消費しなくなる。
ライト
暗闇を照らす懐中電灯。『1』『2』と同様に、胸ポケットに装着する。
携帯ラジオ
クリーチャーが近くにいるとノイズを発するアイテムだが、本作では敵が近くに存在する場合BGMが流れるため、存在意義が薄れている。
サマエルの印章
悪魔を召喚する紋章。『1』にも名前が登場した。本作ではヘザーの行く先々に描かれ、セーブポイントとして機能する。
メトラトンの印章
『1』にて、アレッサが町の各所に描いていた神を滅す紋章。レナード・ウルフが守っていた。
アグラオフォティス
魔除けの赤い薬品。『1』では液体だったが、本作ではヘザーのペンダントに錠剤として入っていた。
サイレンサー
銃器に装着する部品であり、建設中のビルの最上階で入手できる。ハンドガンとサブマシンガンに装着可能である。発射音が小さくなるので敵に発見されにくくなる。クリーチャーの中には銃弾をガードするものもいるが、サイレンサーを使用することでガードされにくくなるという隠れた利点がある。ただし、装着すると銃器の威力が若干下がるという欠点がある。
防弾チョッキ
裏世界のショッピングモールで入手できるアイテムであり、装備することでダメージが85%に軽減される。また、装備状態でガードに成功するとダメージを全く受けなくなるという長所を持つ。ただし装備中は移動速度が遅くなるため、敵を迎え撃つときに向いたアイテムであり、戦闘を避けたい場合は外さないと逆に危険になる。
ビーフジャーキー
ショッピングモールから各所で入手可能なドッグフード。アイテム一つで4個入手できる。地面に設置することで肉を好むクリーチャーをその場へ誘引・釘付けにする効果がある。1個につき約25秒間効果があるが、クリーチャーの数が多いと効果時間が減少してしまう。
香水
サイレントヒルの病院で入手できる不思議な香りがする香水。装備すると敵に気付かれやすくなるトラップアイテムである。

### コスチューム変更
本編クリア後、「Extra Costume」というメニューがタイトルに追加される。このメニューを選択し、ゲーム中に入手したパスワードを入力することで、次回のNew Gameプレイでヘザーが着用する服装を変更できるようになる。入手したコスチュームはアイテムとしてゲーム開始から所持しており、メニュー画面でいつでも変更することができる。
- 服装は全部で26種類存在する。
- コスチューム変更の衣装は基本的にTシャツで、選択した場合ヘザーの下半身はジーンズになる。中には、過去の作品を彷彿させるデザインのシャツも存在する。
- ハートが付いたスティック型のアイテム「変身コスチューム」を使用すると、特殊な変身演出が再生され、ヘザーは「魔法少女プリンセスハート」へ変身する。パンツの色は青。
- 主要の登場人物であるダグラスのコスチューム変更もできるようになっている。

## エンディング
前二作同様にマルチエンディング方式となっているが、今作は通常ならノーマルエンド。二周目以降で条件を満たした場合のみ別エンディングに分岐する方式となっている。
Normal
全てに決着をつけたヘザーがダグラスの元へ戻ってくる。しかしヘザーはダグラスに向けてナイフを構えた…が、それは彼女の冗談だった。もう偽名を名乗る必要がなくなったヘザーは、父が付けてくれた本名「シェリル」をダグラスに教える。ダグラスが髪の色も戻すのかと尋ねると、「黒よりこっちの方が似合うと思わない？」と"シェリル"は答えた。
一周目は必ずこのエンディングとなり、以降も通常のプレイなら迎える事ができる。
Possessed（憑依）
戦いに勝利したヘザーだったが、直後に倒したはずの神に憑依されてしまう。場面が変わり、神の依り代となったヘザーが血塗れのナイフを手に、ダグラスの刺殺体の前で佇む。
多くの敵を殺害し、自身も多くのダメージを受ける事で分岐する。また、終盤に負傷したダグラスの様子を見に戻らない、最終ステージにてある選択肢を選ぶ、と言った事で分岐しやすくなる。
Revenge（復讐）
自宅に戻るとハリーは死亡しておらず、それどころか宇宙人と共に寛いでいた。ヘザーから経緯を聞いたハリーは激怒し、UFO軍団を率いてサイレントヒルに総攻撃を仕掛け、瞬く間に壊滅させてしまった。瓦礫と化したサイレントヒルをバックに、登場人物を好き放題にイジった「サイレントヒルのうた」が響き渡る。
本作における「UFOエンディング」。ヘザービームかセクシービームで一定数以上の敵を倒し、武器を何も装備せず自宅に戻るとこのエンディングとなり、この時点でゲームクリアとなる。
このエンディングは前作、前々作のUFOエンディングから続いており、前作主人公のジェイムスも登場する。

## 楽曲
メインテーマ「You're Not Here」
作曲：山岡晃、作詞：ジョー・ロメルサ、歌：メリッサ・ウィリアムソン
挿入歌「Letter - from the Lost Days」
作曲：山岡晃、作詞：ジョー・ロメルサ、歌：メリッサ・ウィリアムソン
挿入歌「I Want Love」
作曲：山岡晃、作詞：ジョー・ロメルサ、歌：メリッサ・ウィリアムソン
エンディングテーマ「Hometown」
作曲：山岡晃、作詞/歌：ジョー・ロメルサ
UFOエンディングテーマ「サイレントヒルのうた」
作曲/作詞/歌：山岡晃

## 評価
MetacriticではPS2版は85/100、PC版は72/100の評価を獲得した。
ゲームの雰囲気は好評を博し、特に恐怖感の演出は賞賛された。一方、ゲームプレイ面では、目新しさや革新性という点では大きな変化も見られないとも評された。

## 雑記
コナミが2009年に発売した恋愛シミュレーションゲーム『ときめきメモリアル4』では、同作のヒロイン・大倉都子の攻略過程を進めると、本作に登場するうさぎの着ぐるみ・ロビーがモデルになった「うさぎさん」というキャラクターが登場する（声を演じているのは都子役の福圓美里）。これは『ときめきメモリアル4』のキャラクターデザインを担当したデザイナーの大塚あきらが本作の大ファンで、『サイレントヒル』の開発スタッフにロビーの登場の交渉をしたことで実現した。
ただし、ゲームで使用されているグラフィックは本作のものと異なり、本作の開発スタッフがロビーのデザインをアレンジしたものが使用されている。そのため、耳が尖っている・眉毛がない・右目にボタンが付いているなどの違いがある。ロビーと同じく一人称は「ボク」であり、言葉遣いが非常に悪く主人公を「セニョール」や「おめー」と呼ぶ。このうさぎとのバトルに勝利すると（バトルの敵キャラクターとしては最強で、武器として本シリーズの象徴といえる鉄パイプを使用する）、「ノイズの聞こえるラジオ」・「謎の三角帽子」など、本作を連想させるアイテムを入手することが出来る。